# Pachycephala meyeri
Sibilante-de-doberai ou assobiadeira-de-vogelkop (Pachycephala meyeri) é uma espécie de ave da família Pachycephalidae.
É endémica da Nova Guiné Ocidental na Indonésia.
Os seus habitats naturais são: regiões subtropicais ou tropicais húmidas de alta altitude.